# Siège d'Hippone
Le siège d'Hippone se déroule de juin 430 à août 431. L'armée des Vandales, menée par leur roi Genséric, assiège la ville épiscopale d'Hippone (actuelle Annaba, en Algérie) où s'est replié le comte Boniface, représentant de l'autorité impériale dans la province d'Afrique. Après 14 mois, le siège est finalement levé sans que la ville ne soit prise. C'est pendant ce siège que meurt saint Augustin, évêque de la ville.

## Contexte
Boniface, comte des domestiques et d'Afrique, fraichement réconcilié avec le pouvoir impérial à Rome, cherche à s'opposer à l'avancée des Vandales en Afrique du Nord. Après l'échec de tentatives pour les fédérer, il les affronte militairement au printemps 430, mais il est battu. Il se replie alors avec ses troupes fédérées gothes sur Hippone, ville fortifiée occupant une position stratégique. La ville accueille alors déjà plusieurs milliers de réfugiés des provinces environnantes, dont l'une des principales sources sur ce siège, l'évêque Possidius de Calame.

## Déroulement
Le siège débute en mai ou juin 430,. Pendant que le gros de l'armée impose un blocus terrestre et maritime, des détachements pillent la province environnante. La ville est le siège épiscopal de saint Augustin qui n'a d'ailleurs pas fui la ville. Possidius, auteur d'une biographie du Père de l'Église, en profite probablement pour dresser un inventaire des livres, sermons et lettres d'Augustin. Trois mois après le début du siège cependant, le 28 août 430, Augustin meurt,.
Les Vandales, inexpérimentés dans l'art d'assiéger une place bien défendue, échouent à prendre la ville : après 14 mois, peut-être poussé par des problèmes de ravitaillement ou de maladies, Genséric lève le siège,. Une hypothèse alternative d'un traité offrant un sauf-conduit à Boniface et aux habitants de la ville a également été évoquée.

## Conséquences
C'est à peu près au même moment, c'est-à-dire au début de l'été 431, que les renforts envoyés par l'Empire d'Orient et d'Occident, menés par le magister militum Aspar, débarquent en Afrique, probablement à Carthage. Après avoir rejoint les troupes de Boniface, Aspar affronte les Vandales entre Carthage et Hippone mais il est sévèrement battu. Parmi les otages figure Marcien, futur empereur d'Orient alors garde personnel d'Aspar. Boniface de son côté est rappelé en Italie par la régente Galla Placidia.
Après son siège, Hippone est abandonnée par ses habitants et finira par être prise par les Vandales un an plus tard,. La ville aurait alors été incendiée, mais aucune preuve archéologique ne vient corroborer cet épisode.